# Basly

Basly este o comună în departamentul Calvados, Franța. În 1 ianuarie 2022 avea o populație de 1.043 de locuitori.